# Gzenaya Al Janoubia
Gzenaya Al Janoubia (àrab اڭزناية الجنوبة) és una comuna rural de la província de Taza de la regió de Fes-Meknès. Segons el cens de 2014 tenia una població total de 9.937 persones.